# Istituto dell'opera della gioventù
L'Istituto dell'Opera della Gioventù (in francese Institut de l'Œuvre de la Jeunesse Jean-Joseph Allemand) è un istituto religioso maschile di diritto pontificio: i membri di questa congregazione laicale pospongono al loro nome la sigla O.J.J.A.

## Storia
La congregazione venne fondata a Marsiglia il 24 giugno 1821 dal sacerdote francese Jean-Joseph Allemand (1772-1836) per l'assistenza e la formazione dei giovani nei loro momenti di libertà, al di fuori della scuola.
L'istituto non ebbe mai grande diffusione e il suo operato fu quasi sempre esclusivamente limitato alla città di Marsiglia, tanto che tra il 1857 e il 1862 fu unito alla congregazione dei missionari Oblati di Maria Immacolata.
L'Opera della Gioventù venne approvata temporaneamente dalla Santa Sede nel 1865 e definitivamente il 24 febbraio 1871.

## Attività e diffusione
I fratelli dell'istituto si dedicano all'educazione della gioventù.
La sede generalizia è in rue Saint-Savournin a Marsiglia.
Alla fine del 2008 la congregazione contava 11 case e 10 religiosi, 2 dei quali sacerdoti.